# Leone Eydoux
Leone Eydoux (Torino, 1829 – Torino, 1875) è stato un pittore italiano.

## Biografia
Nato a Torino da Siffredo, impiegato di origine francese
Dal 1847 risulta iscritto all'Accademia Albertina di Belle Arti di Torino, dove è allievo del pittore storico-risorgimentale Enrico Gamba e ottiene numerosi riconoscimenti per le sue qualità artistiche.
Nel 1852 esordisce con dipinti a soggetto storico all'esposizione organizzata dalla Società promotrice di Belle Arti di Torino, dove l'anno successivo espone Gesù disse loro: venite dietro di me e vi farò pescatori di uomini.
Nel 1854 la tela Prigioniero che benedice sua figlia (oggi perduta a causa di un incendio occorso ai Musei Reali di Torino dove era collocata) viene acquistata da Vittorio Emanuele II di Savoia, mentre nel 1855 partecipa, insieme al collega Lodovico Raymond in rappresentanza dell'Accademia Albertina all'Esposizione universale parigina con La felicità di una madre.
Presente abitualmente alle esposizioni annuali della Promotrice, nel 1857 esordisce a quelle di Accademia di belle arti di Brera con La convalescenza; in questo periodo vive ad Asti, dove fino al 1866 è professore di disegno di figura e di paesaggio nel Collegio militare.
Nel 1868 il suo Giovane baccante nell'atto di spremere l'uva (anch'esso distrutto nel suddetto incendio) viene acquistato da Vittorio Emanuele II di Savoia, mentre dall'anno successivo è socio del Circolo degli artisti e dell'acquaforte e membro di commissione agli esami dell'Accademia Albertina, della quale dal 1872 è Socio onorario.
Muore a Torino nel 1875.

## Stile
Pittore prevalentemente focalizzato su dipinti di genere storico e, in misura minore, sulla pittura di genere, resi con toni sentimentali e intimistici di stampo tradizionale.

## Opere principali
- Gesù disse loro: venite dietro di me e vi farò pescatori di uomini (1852), olio su tela, collezione privata;
- Prigioniero che benedice sua figlia (1854), olio su tela, perduto in un incendio[2];
- Amore e amicizia (1855), olio su tela, Musei Reali, Torino[5];
- Amanti fiorentini (1856), olio su tela, collezione privata;
- La convalescente (1857), olio su tela, Museo Vincenzo Vela, Ligornetto;
- Ritratto delle Principesse Maria Clotilde e Maria Pia presso la tomba della madre (1858), olio su tela, Museo del Risorgimento, Torino;
- Amor filiale (1863), olio su tela, collezione privata;
- La toeletta campestre (1864), olio su tela, collezione privata;
- Episodio della peste di Milano (1864), olio su tela, collezione privata;
- La madre di Cecilia (1864), olio su tela, collezione privata;
- L'età felice (1866), olio su tela, collezione privata;
- Fanciulla nell'atto di bagnarsi, temente di essere sorpresa (1867), olio su tela, collezione privata;
- Iginia d'Asti atterrita ai fieri detti di Everardo suo padre (1867), olio su tela, collezione privata;
- Giovane baccante nell'atto di spremere l'uva (1868), olio su tela, perduto in un incendio[6];
- La vera nobiltà non dimentica gli anici di sventura(1869), olio su tela, collezione privata;
- La fanciulla caritatevole (1870), olio su tela, collezione privata;
- La fanciulla degli Amedei (1871), olio su tela, collezione privata;
- Il ritorno della ravveduta (1873), olio su tela, collezione privata;
- Ritratto di Vittorio Emanuele II di Savoia (non datato), Castello Reale Racconigi[7]